# 叶夫根尼·彼得鲁舍维奇
叶夫根尼·奧梅利亚诺维奇·彼得鲁舍维奇（烏克蘭語：Євге́н Омеля́нович Петруше́вич；1863年6月3日—1940年8月29日），乌克兰律师、政治人物，奥匈帝国解体后担任西乌克兰人民共和国总统。彼得鲁舍维奇生于加利西亚布斯克的一個东仪天主教家庭，毕业于利沃夫大学，参与学生运动，1899年加入乌克兰民族民主同盟，1907年当选帝国委员会议员，一战期间担任奥匈帝国国会中乌克兰代表团负责人。